# Цецилия Мекленбург-Шверинская
Цеци́лия А́вгуста Мари́я Мекленбург-Шверинская (нем. Cecilie Auguste Marie Herzogin zu Mecklenburg-Schwerin; 20 сентября 1886, Шверин — 6 мая 1954, Бад-Киссинген) — принцесса («герцогиня») Мекленбург-Шверинская, супруга прусского кронпринца Вильгельма.

## Биография
Младшая дочь Фридриха Франца III, великого герцога Мекленбург-Шверинского, и великой княжны Анастасии Михайловны, внучки российского императора Николая I. Из-за астмы провела детство вдали от Балтики, на Ривьере, где познакомилась со многими коронованными особами и их родственниками. Её сестра Александрина там же встретилась со своим будущим супругом, датским королём Кристианом X. Мать часто привозила Цецилию погостить у своих братьев в имении Михайловка под Петербургом.
Цецилия обращала на себя внимание потенциальных женихов высоким ростом (182 см) и элегантностью нарядов. 6 июня 1905 года в Берлине состоялась её свадьба с прусским кронпринцем Вильгельмом, сыном кайзера Вильгельма II. Многие немки стремились подражать её костюмам и причёскам. Для проживания молодожёнов в Потсдаме был отстроен фешенебельный дворец Цецилиенхоф, названный в честь принцессы.
Супруги состояли в дальнем родстве и имели несколько общих предков. Они приходились друг другу дважды четвероюродными братом и сестрой через прусского короля Фридриха Вильгельма III и Луизу Мекленбург-Стрелицкую. Также Цецилия была четвероюродной тётей своего мужа через российского императора Павла I и императрицу Марию Фёдоровну (урождённую принцессу Вюртембергскую).
В 1910 году Цецилия, неравнодушная к морским вояжам, совершила с мужем путешествие по Цейлону, Индии и Египту, а в мае 1911 года вновь побывала при санкт-петербургском дворе. После свержения монархии подолгу жила отдельно от неверного ей супруга как в Цецилиенхофе, так и Олесницком замке в Силезии. Накануне новой мировой войны, в мае 1938 года, сыграла у себя в Цецилиенхофе свадьбу сына с княжной Кирой Кирилловной.
После смерти мужа в 1951 году кронпринцесса поделилась с публикой своими мемуарами. Умерла через три года после мужа в день его рождения и была похоронена рядом с ним в замке Гогенцоллерн.

## Дети
- Вильгельм (1906—1940);
- Луи Фердинанд (1907—1994), женат на княжне Кире Кирилловне;
- Губерт (1909—1950);
- Фридрих (1911—1966);
- Александрина (1915—1980);
- Цецилия (1917—1975)

## Память
- Дворец Цецилиенхоф в Потсдаме
- Посёлок Цецилиенгертен в берлинском районе Шёнеберг
- В честь кронпринцессы был назван построенный в 1902 году крупный винджаммер.